# Nécropole de Čengića Bara
La nécropole de Čengića Bara se trouve en Bosnie-Herzégovine, dans la municipalité de Kalinovik. Elle abrite 52 stećci, un type particulier de tombes médiévales. Elle est inscrite sur la liste des monuments nationaux de Bosnie-Herzégovine et fait partie des 22 sites avec des stećci proposés par le pays pour une inscription au patrimoine mondial de l'UNESCO.